# Sosnogorsk
Sosnogorsk (en russe : Сосного́рск) est une ville de la république des Komis, en Russie. Sa population s'élevait à 27 134 habitants en 2014.

## Géographie
Sosnogorsk est située à 267 km au nord-est de Syktyvkar à la confluence des rivières Oukhta et Ijma et à 1 258 km au nord-est de Moscou.

## Histoire
Sosnogorsk est créée en 1939, lors de la construction du chemin de fer de la Petchora, sous le nom d'Ijma. En 1955, elle obtient le statut de ville et est renommée Sosnogorsk. À l'époque soviétique, un camp de travail correctif se trouvait près de Sosnogorsk.

## Population
Recensements (*) ou estimations de la population
| 1959*  | 1970*  | 1979*  | 1989*  | 2002*  |
| ------ | ------ | ------ | ------ | ------ |
| 15 799 | 24 688 | 27 021 | 30 439 | 29 587 |

| 2006   | 2010*  | 2012   | 2013   | 2014   |
| ------ | ------ | ------ | ------ | ------ |
| 28 889 | 27 757 | 27 473 | 27 326 | 27 134 |

| 2019   | 2020   | 2021   | - | - |
| ------ | ------ | ------ | - | - |
| 26 130 | 26 004 | 22 189 | - | - |